# Pantterit
Il Pantterit è una società cestistica avente sede a Helsinki, in Finlandia. Fondata nel 1938 come Kiri-Veikot, nel 1949 cambiò nome in HOK-Veikot, per assumere nel 1953 la denominazione attuale. Gioca nel campionato finlandese.

## Palmarès
- Campionato finlandese: 14

1944, 1945, 1948, 1949, 1950, 1951, 1952, 1953, 1954, 1955, 1956, 1957, 1959, 1979-80
- Coppa di Finlandia: 3

1981, 1991, 1995